# Lucien Vergnes
Pour les articles homonymes, voir Vergnes.
Lucien Vergnes, né le 20 septembre 2004, est un nageur français.

## Carrière
Lucien Vergnes est médaillé d'or du 200 mètres brasse ainsi que du relais 4 × 100 m 4 nages mixte aux Championnats d'Europe juniors de natation 2022 à Otopeni.
Il termine troisième du 200 mètres brasse des Championnats de France de natation 2023 à Rennes.
Lucien Vergnes est médaillé d'or du 200 mètres brasse aux Championnats d'Europe U23 de natation 2023 à Dublin.
Aux Championnats de France de natation en petit bassin 2023 à Angers, il est sacré champion de France du 200 mètres brasse, vice-champion de France du 100 mètres 4 nages et termine troisième du 100 mètres brasse.